# Willaupuis
Willaupuis est une section de la ville belge de Leuze-en-Hainaut située en Région wallonne dans la province de Hainaut.
C'était une commune à part entière avant la fusion des communes de 1977.

## Géographie
Pour une localisation davantage précise, Willaupuis est situé en province de Hainaut à 6,5 km au sud de Leuze, à 23 km de Tournai, et 17 km de Ath. Enfin la distance à vol d’oiseau entre celui et Bruxelles capitale est de 76 km. La superficie totale du village approche les 233 hectares. Ses ressources sont principalement agricoles. Le terrain est arrosé par quelques sources de la Dendre. Son altitude est de 55 mètres par rapport au niveau de la mer.

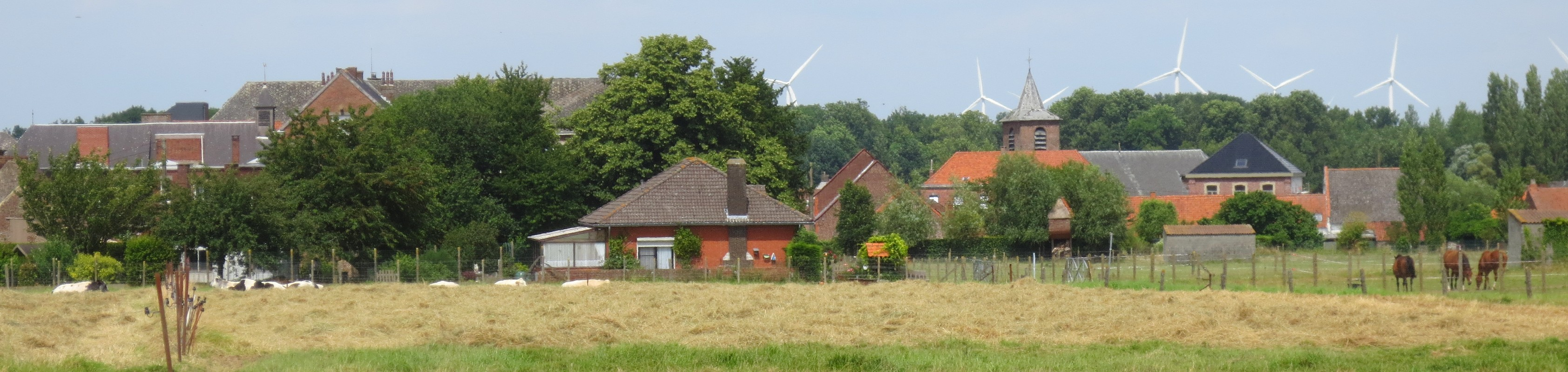
Panorama.

## Évolution démographique
- Sources : INS, Rem. : 1831 jusqu'en 1970 = recensements, 1976 = nombre d'habitants au 31 décembre.

## Histoire
Les origines du petit village remontent à 1196. En effet à cette époque, celui-ci dépendait alors de la ville de Leuze. C’est ainsi que l'agriculture, la préparation et le commerce du lin ainsi que le tricot de bas de laine s’avéraient être les principales ressources industrielles des habitants. En ce qui concerne l’origine étymologique du village, elle est assez floue... Willaupuis fut d'abord connu sous le nom de « Willenpuche ». Par la suite, les villageois prononcèrent Villaupuis, autrement dit : « la ville aux puits ». Sans doute cette appellation proviendrait du fait qu’un bon nombre de maisons possédaient un puits. Mais un rapprochement peut également être envisagé avec le puits publique dénommé « le puits cantharin », dont la source sainte Catherine alimente aussi un petit ruisseau, le rieux d'herseaux, On sait notamment que ce puits a été approfondi en 1859.
L’église St André fut construite au XVIIIe siècle, plus précisément vers 1790 dans le style semi classique. Elle a en sa possession, une unique cloche fondue en 1804.
L’institut St Joseph, actuellement maison de repos, fut créée par les sœurs franciscaines, religieuses venues du Pas-de-Calais en 1861 pour y soigner les personnes âgées et les orphelins.
- En 1744, les autrichiens campèrent au village.
- En 1862, une école fut construite, et 100 élèves y furent inscrits.
- En 1863, il y avait énormément de pauvres et la cause en était sûrement le grand nombre de cafés, officiels et clandestins, qui récoltaient une bonne partie des salaires.
- En 1871, une bibliothèque fut créée.
- En 1930, un cortège pour le centenaire de l’indépendance est organisé.
- En 1945, un second eut lieu pour la libération.
- En 1976, le village de Willaupuis fusionne avec huit autres villages et la ville de Leuze pour former l’entité de Leuze-en-Hainaut.

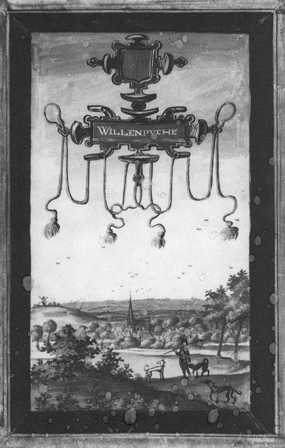
Willaupuis.

### Aujourd’hui
Le village de Willaupuis est actuellement toujours essentiellement agricole. L’école et les quelques cafés ne sont plus en activité. Cependant, l’institut St Joseph continue à accueillir de nombreuses personnes âgées.
Les commerces se font rares. En effet, mis à part quelques commerces assurant l’alimentation générale et les quelques fermiers particuliers vendent leurs produits du terroir.
La commune compte actuellement environ 450 habitants. Ces villageois sont reconnus sous le nom de Willaupuisiens. Les statistiques démographiques sont en augmentation depuis quelques années déjà. Il y a en effet davantage de jeunes familles venant s'installer à Willaupuis. Ces derniers y restaurent soit d'anciennes habitations soit en bâtissent de nouvelles.

## Patrimoine et culture

### Patrimoine architectural
Le village compte actuellement 15 chapelles environnantes. Elles sont régulièrement entretenues ou restaurées par les habitants. La majorité d’entre elles sont assez vétustes, cependant des exceptions existent bel et bien. L’une d'entre elles, connue sous le nom de « la chapelle notre-dame du rosaire » a été construite en 2003.

## Sports et vie associative

### Sport
La balle pelote est le principal sport de ce village. Dès le printemps et jusqu'à l’automne, un grand nombre d’habitants assistent durant le week-end, l’équipe du village, qui en affronte une autre sur la place. Ensuite, quelle que soit l’issue du match, tout le monde se retrouve à la « maison du village » pour boire le verre de l’amitié.

### Vie associative
La « maison de village » ainsi qu’une plaine de jeux furent inaugurés depuis maintenant quelques années. Depuis lors, grâce à un comité de fêtes jeune et dynamique : « les amis de la maison de village », le village renaît en organisant toutes sortes de fêtes et activités pour tous les villageois tel que la fête d’halloween, la Saint-Nicolas, le carnaval, des concours de manille et bien d’autres choses encore…